# Amfilochiusz (Tsukos)
Amfilochiusz, imię świeckie Adamandios Tsukos (ur. 1938 w Lardo) – grecki duchowny prawosławny w jurysdykcji Patriarchatu Konstantynopola, od 2018 metropolita Ganu i Choras.

## Życiorys
9 grudnia 1962 przyjął święcenia diakonatu, a 9 lipca 1963 prezbiteratu. 9 lipca 2005 otrzymał chirotonię biskupią. W latach 2005–2018 pełnił urząd metropolity nowozelandzkiego. 30 maja 2018 został metropolitą Ganu i Choras.